# Porricondyla prayagensis
Porricondyla prayagensis är en tvåvingeart som beskrevs av Grover och Madhu Bakhshi 1978. Porricondyla prayagensis ingår i släktet Porricondyla och familjen gallmyggor. Inga underarter finns listade i Catalogue of Life.